# Joseph Achille Le Bel
Joseph Achille Le Bel (Merkwiller-Pechelbronn, 21 gennaio 1847 – Parigi, 6 agosto 1930) è stato un chimico francese.

## Biografia
Le Bel è noto per le sue ricerche sulla stereochimica.
Iniziò i suoi studi presso l'École Polytechnique di Parigi.
Nel 1874 formulò una teoria che metteva in relazione l'attività ottica di un composto con la struttura molecolare, creando di fatto un nuovo settore della chimica che prenderà il nome di stereochimica.  La stessa teoria fu resa nota indipendentemente nello stesso anno dal chimico tedesco Jacobus Henricus van 't Hoff (premio Nobel per la chimica nel 1901). Entrambi stavano frequentando la scuola di C.A. Wurtz a Parigi.
Per questi studi sia Le Bel che van't Hoff ottennero la Medaglia Davy nel 1893.
Le Bel scrisse Cosmologie Rationelle (Cosmologia Razionale) nel 1929.